# Nagyon vadon
A Nagyon vadon (eredeti cím: Open Season) 2006-ban bemutatott amerikai 3D-s számítógépes animációs film, amelyet Roger Allers és Jill Culton rendezett. Az animációs játékfilm producere Michelle Murdocca. A forgatókönyvet Steve Moore, Steve Bencich és Ron J. Friedman írta, a zenéjét Ramin Djawadi és Paul Westerberg szerezte, A mozifilm a Sony Pictures Animation gyártásában készült, a Columbia Pictures forgalmazásában jelent meg. Műfaja kalandos filmvígjáték.
Amerikában 2006. szeptember 29-én, Magyarországon 2006. november 9-én mutatták be a mozikban.

## Cselekmény
Boog több száz kilós grizzly medve gondtalanul éli világát: híres turistaattrakcióként szórakoztatja Timberline város vadonműsor nézőit, miközben kényelmes, háziasított és emberi körülményekhez szokott életet él, a helyi vadőr Beth mellett, aki egészen kölyökkora óta anyai szeretettel viseli gondját. Ám Boog tökéletes élete a feje tetejére áll, mikor megismerkedik Elliott-al, a nagydumás, bajkeverő szarvassal, aki egyik zűrből a másikba keveri hősünket. Beth egyre inkább úgy látja, sokkal jobb lenne Boog számára ha visszavinné őt igazi otthonába, a vadonba. Nehéz szívvel ugyan, de elhatározza, hogy felviszi a medvét a vízesések fölötti nemzeti parkba, ahol biztonságban lesz, még mielőtt két nap múlva megkezdődik a vadászidény.
Boog-nak persze korántsem nyeri el a testezését újfajta otthona, amelyért kizárólag Elliot-ot teszi felelőssé. Mihamarabb vissza akar térni a városba. Elliot füllent, és azt mondja, hogy elviszi őt oda, cserébe, ha Boog engedi, hogy a "társa" legyen. A medve belemegy az üzletbe, így hát a páros útra kell. Boog a saját bőrén tapasztalja meg milyen kegyetlen is a vadon egy olyan medve számára, aki egész életét a városban töltötte: az alapvető állati tulajdonságok elsajátításában sem jeleskedik, sőt még az erdőlakók is igazán kegyetlenek szegény mackóval, akit lenéznek és kigúnyolnak városi származása miatt. Elliot ennek ellenére mégis kiáll Boog mellett, aminek következtében a medve egyre inkább igaz barátjaként tekint rá. A páros folytatja útját, miközben a vadászidény már a nyakukon van, ráadásul egy mindenre elszánt, elvetemült vadász, Shaw is üldözi őket, akinek a rögeszméjévé vált, hogy Boog és Eliott veszélyes egy duó; bűnös gondolatokat ültetnek el az állatok fejében és ezzel az emberek ellen fordítják őket.
Egy véletlen folytán Boog tönkreteszi a hódok által épített gátat, amitől megárad a folyó, s a víz elárasztja a nemzeti park területét. Így az ott lakó állatok mindannyian a vadászterületre kerülnek, ahol nagy veszély leselkedik rájuk. Az állatok Boog-ot vádolják, Boog azonban Elliot ellen fordul, azzal vádolván a szarvast, hogy ő tette tönkre az életét már az első helyen. Megszakítja vele a barátságát, és egymaga folytatja az útját a város felé. Útja során betéved egy kis erdei kunyhóba, amiről kiderül, hogy Shaw otthona. Boog rájön a vadász tervére, miszerint őt és Elliot-ot akarja levadászni, és trófeaként kitűzni őket. Boog úgy érzi, nem hagyhatja odaveszi a barátját, ezért visszamegy, hogy megmentse. De rájön, hogy a többi állat is számít a segítségére. Így hamar megszületik a terv: fel kell venniük a harcot a vadászok ellen! Az erdő lakói egyesítik erejüket és elhatározzák, hogy alaposan ellátják a vadászok baját, s visszakergetik őket a városba.
A terv megvalósításához bevetik minden fortélyukat és leleményüket, valamint egy kempingező házaspár lakókocsijából is szereznek emberi muníciót. Ezekkel együtt a harcra kész vadak megindulnak az emberek ellen, és hamar sikerrel is járnak az elűzésükben; végső lépésként még egy gázpalackot is a kocsijaikra ejtenek, ami az összes járművet felrobbantja. Az állatok ezáltal győznek. Ám az események hevében Shaw is felbukkan, és arra készül, hogy megölje Boog-ot. Elliot megmenti a barátját, ám közben ő szerez súlyos sebet. Boog rendíthetetlenül a barátja védelmére kell, és végre igazi medve módjára felülkerekedik a gonosz vadászon. Immár, hogy Shaw is elbukott, az állatok végleg győzelmet aratnak, és még Elliot is felépül.
A történtek után megjelenik Beth, aki felajánlja, hogy ismét hazaviszi magával Boog-ot, de medve most már máshogy dönt. Nehéz búcsút vesz Beth-től, mely során tudatja vele, hogy most már ez az erdő az új otthona. Itt végre igazi otthonra lelt újdonsült barátai, és legfőképp Elliot, a legjobb barátja mellett.

## Szereplők
| Szereplő | Eredeti hang      | Magyar hang         | Fajták   |
| -------- | ----------------- | ------------------- | -------- |
| Boog     | Martin Lawrence   | Kálloy Molnár Péter | medve    |
| Elliot   | Ashton Kutcher    | Csőre Gábor         | szarvas  |
| Beth     | Debra Messing     | Kiss Eszter         | ember    |
| Shaw     | Gary Sinise       | Besenczi Árpád      | ember    |
| Gizella  | Jane Krakowski    | Gubás Gabi          | szarvas  |
| Ian      | Patrick Warburton | Vass Gábor          | szarvas  |
| McMóki   | Billy Connolly    | Reviczky Gábor      | mókus    |
| Reilly   | Jon Favreau       | Háda János          | hód      |
| Gordy    | Gordon Tootoosis  | Papp János          | ember    |
| Serge    | Danny Mann        | Józsa Imre          | vadkacsa |
| Deni     | Matthew W. Taylor | Nagy Ervin          | vadkacsa |
| Haver    | Matthew W. Taylor | Kossuth Gábor       | urzon    |
| Rosie    | Nika Futterman    | Andresz Kati        | borz     |
| Maria    | Michelle Murdocca | Orosz Anna          | borz     |
| Pindur   | Cody Cameron      | Bodrogi Attila      | tacskó   |
| Bobbie   | Georgia Engel     | Pogány Judit        | ember    |

## Televíziós megjelenések
- HBO, HBO 2, HBO Comedy, Kiwi TV / TV2 Kids, Mozi+, Super TV2
- TV2, Cool, RTL Klub / RTL, Film+, Digi Film, RTL+ / RTL Három, RTL II, Viasat 3, Viasat Film